# 高見こころ
高見 こころ（たかみ こころ、本名：同じ、1984年3月16日 - ）は、兵庫県出身のラジオパーソナリティ、モデル、タレント、女優
2010年8月25日以降、普段の芸名（本名）である「高見こころ」の他に、公式ブログ等では「こころ」、ラジオパーソナリティでは「Cocoro」などの名前も使うようになった。

## 所属事務所
フロンティアコーポレーション　→　フロンティアエンタテインメント（2010年8月まで）　→　モンタージュ（2011年頃より、ファンタスター及びエヴォルトと業務提携　→　2015年9月頃よりファンタスターと業務提携）

## 来歴
「りえむら」第3期newnewメンバー。2005年4月9日（土）放送の回で番組を卒業した北神朋美の後を受けて、4月16日（土）より新たに加入。なおnewnewにおいては、後番組として始まった南海キャンディーズの冠番組『南海パラダイス!（南パラZ!）』にも引き続き出演した。
その後は、関西圏と関東圏で撮影会のモデルや各種のイベントで活動。自身のブログでエコ問題について触れ、キャンペーンや清掃活動に参加するなどエコ活動も行っている。
2007年4月より、FM OSAKAのラジオ番組『高見こころの危険な妹（たち）』でラジオのレギュラー出演を獲得。2008年10月に同番組をリニューアルした『夢持力電波マエムキン』にも引き続きレギュラー出演。2009年11月から2010年9月までFM OSAKAの番組『MUSIC COASTER』を担当した。2010年10月から『BEATLEQUEST』（FM OSAKA）のパーソナリティを務めている。
2010年8月27日、9月3日、12月3日、12月10日、12月24日放送分の『恋のから騒ぎ』に家事手伝いとして出演。「恋のから騒ぎ」に出演以降、所属事務所を非公開とし、芸名も高見こころ以外の名称を使用するようになった。
2012年春頃より、かねてから行っていた紙芝居作家・絵本作家・キャラクター作家としての活動が本格化。それに伴う形で、タレントとしての活動を「高見こころ」名義で、女優としての活動名義および作家としての筆名に「こころ」を使用している。また、手がけたオリジナルキャラクター・のもっちが、伊豆急行のキャンペーンにて同線の「オモシロ駅長」候補としてノミネート、「ゆるキャラ駅長『のもっち』」として、蓮台寺駅の駅長に就任した。
2018年7月より、渋谷画劇団10期生として本格的にプロの紙芝居師としても活動。

## 主な出演作品

### テレビ番組
- 南パラZ!（南海パラダイス!）（2005年10月 - 2009年3月、関西テレビ） レギュラー出演
- オビラジⓇ（2008年10月 - 2009年3月、TBS） 準レギュラー出演
- 恋のから騒ぎ（2010年8月27日 - 12月24日、日本テレビ） 17期生、「家事手伝い」として出演
- 金スマ（2010年～2011年、TBS）
- ツボ娘（2011年、TBS）
- ビーバップ!ハイヒール（2012年4月 - 、朝日放送） 不定期出演
- 情報navi 旬なKANSAI（2012年4月～2014年、eo光テレビ） レギュラー出演
- オトナの!（2014年 - 、水曜25時58分～26時28分放送TBS) 不定期出演
- 激動!世紀の大事件 オウム真理教と闘った家族の9900日～地下鉄サリン事件の真相～（2015年、CX系列） 坂本 都子  役

### テレビドラマ
- Carnival（2006年11月12日、関西テレビ）主演
- 弘恵の道しるべ（2008年8月25日、テレビ大阪 / 大阪電気通信大学製作）最終話ゲスト
- 日本テレビ55周年記念ドラマ　東京大空襲（日本テレビ）
- 君のせい（2009年5月4日 - 5日、TBS）
- 劇場霊からの招待状 （2015年）第9話 メイク 役
- HiGH&LOW〜THE STORY OF S.W.O.R.D.〜 （2016年）7話
- WOWOW連続ドラマW 監査役野崎修平（2017年）仁科 役
- 地獄のガールフレンド（2019年、FOD）3話
- パラレル東京（2019年、NHKスペシャル/NHK） ‐ 高野友子 役
- 彼女が成仏できない理由（2020年、NHK） ‐ 川本聡美 役　　※大阪ことば指導も担当
- 家出娘（2022年3月22日、NHK） ‐ 江井沙希子 役
- うしろ姿でもわかる（2023年12月5日・12日〈予定〉、TOKYO MX）[4]

### 映画
- 魚介類山岡マイコ（梶野竜太郎監督作品、2009年・東京下北沢単館上映）葱野鴨子 役
- 結婚前夜（戸田彬弘監督作品、2012年）主演
- 大阪蛇道（石原貴洋監督作品、2013年公開）
- ねこにみかん（戸田彬弘監督作品、2013年公開）笠松佳代子 & カカ 役
- 表と裏（藤原健一監督作品、2015年公開）ニュースレポーター 役
- マイナビpresents TOKYO CITY GIRL -2016- 「あなたの記憶（こえ）を、私はまだ知らない。」（佐藤リョウ監督作品、2016年12月3日） - 主演[5]
- 夢二～愛のとばしり(宮野ケイジ監督作品、2016年公開) おしま 役
- その消失、（狩野比呂監督作品、2017年）日野 心  役
- サプライズ！（松多壱岱監督作品、2017年） メイドこころ 役 （友情出演）
- いまいち萌えない娘 THE MOVIE（山田誠二監督作品、2018年公開）編集長 役（特別出演）
- かば（川本貴弘監督作品、2020年公開予定） 中尾先生 役　／　パイロット版　　卒業生　由貴　役

### 舞台
- トツゲキ倶楽部第5回公演 「いつも心に怪獣を」（2009年5月15日 - 19日）
- トツゲキ倶楽部第6回公演 「フェイクトシングルアクセルソニックリバース」（2009年10月29日 - 11月3日）
- BOMB!（2010年9月8日 - 19日、スタンダードソングエンタテインメント主催）桐里ルキナ 役
- 落下ガール（2011年2月3日 - 6日、渋谷区文化総合センター大和田伝承ホール）吉原ミヒロ 役　※こころ名義
- Stranger than Paradise 〜深愛〜（2011年8月9日 - 14日、シアターグリーン）叶エリー 役
- ブルーギルの計画（山田ジャパン、2013年）
- 記者倶楽部（山田ジャパン、2014年） 千秋 役
- 大渋滞（山田ジャパン、2015年） MACO 役
- ヒュウガノココロ（2015年） ヒロイン 百合  役
- GET OUT! STREET!!-2016-～トゥー・ウェイ・ストリート～（2016年） 悪役ヒロイン ベニー  役

### 朗読劇
- 推定恋愛＋ 「虫メガネ」（2019年6月　演出：千代將太、脚本：森浩美）　私　役

### ラジオ
- 高見こころの危険な妹（たち）（2007年4月2日 - 2008年10月1日、FM OSAKA） メインパーソナリティー／レギュラー
- 夢持力電波マエムキン（2008年10月8日 - 2009年9月30日、FM OSAKA） メインパーソナリティー／レギュラー
- MUSIC COASTER（2009年11月11日 - 2010年9月30日、FM OSAKA）水・木曜日パーソナリティー／レギュラー
- RUBBER SOUL presents BEATLEQUEST（2010年10月4日 - 2011年、FM OSAKA）レギュラー
- ラジオで遊ぼう！～Winners～（2013年～2014年、ラジオ大阪）
- ココロモニカノタピオカミルクティ（2019年 - ミュージックバード）

### 雑誌
- FLASH（光文社）（2006年3月）
- BOMB（学研）（2006年11月）
- 週刊ヤングマガジン（講談社）（2007年5月）
- 関西スパイガール セレクト（やまの出版）
- B.L.T.（関西版）（東京ニュース通信社）（2008年4月〜2009年3月）newnewコラム連載

### CM・広告
- なんばウォーク CM（2006年）
- 大阪ガス「ミストサウナ」イメージPV（2006年）
- 大阪ガス「ミストサウナ」カタログ（2007年・2008年）
- ジェットスター インフォマーシャル（2008年）
- ららぽーと甲子園 インフォマーシャル（2008年）
- わかさ生活ブルーベリーアイ「宝塚OL 編」
- 不動産CM （株）LIXILイーアールエージャパン（2015年～）
- 洋服の青山 インフォマーシャル（2016年）
- アクサダイレクト  自動車生命保険 「デジタルグリッド 編」 （2016年）
- 石井食品 イシイの本気CM　～ミートボールお弁当ver.～（2019年～）
- ホームセンターDCMブランドシリーズ　主婦役（2015年〜2019年）
- 大正製薬 「ナロンLoxy」Web CM (2020年)

### イベント
- FM OSAKA みんなのエコキャンペーン（2007年、兵庫）
- 心とこころのエコキャンペーン（2008年、大阪）
- ECOパレード2008（2008年、東京・大阪）
- ECOパレード2009（2009年、東京・大阪）[6]
- 食博覧会（2009年、大阪） トークゲスト
- コスモアースコンシャスクリーンキャンペーン（2009年、富士山）
- LIVE SDD 2010（2010年、大阪城ホール／FM OSAKA）
- FUTAKO日本酒女子会2015 9月開催 アシスタントMC（2015年）
- FUTAKO日本酒女子会2016 3月開催 アシスタントMC（2016年）

## 作家活動
- 伊豆急行・東京急行オリジナルキャラクター のもっち PR大使 「おもしろ駅長」
- YouTube「ポケットシネマ」一部、脚本担当

## DVD
- Sweet Life（2006年2月）
- Bitter Experience（2006年3月）
- Sweet Sister（2007年2月）
- ココロコロコロ（2007年7月）